# Scaniacypselus
Scaniacypselus — рід викопних серпокрильцеподібних птахів, що існував в еоцені в Європі.
Відомі в середньому і пізньому еоцені Данії і Франції.